# Молль Флендерс

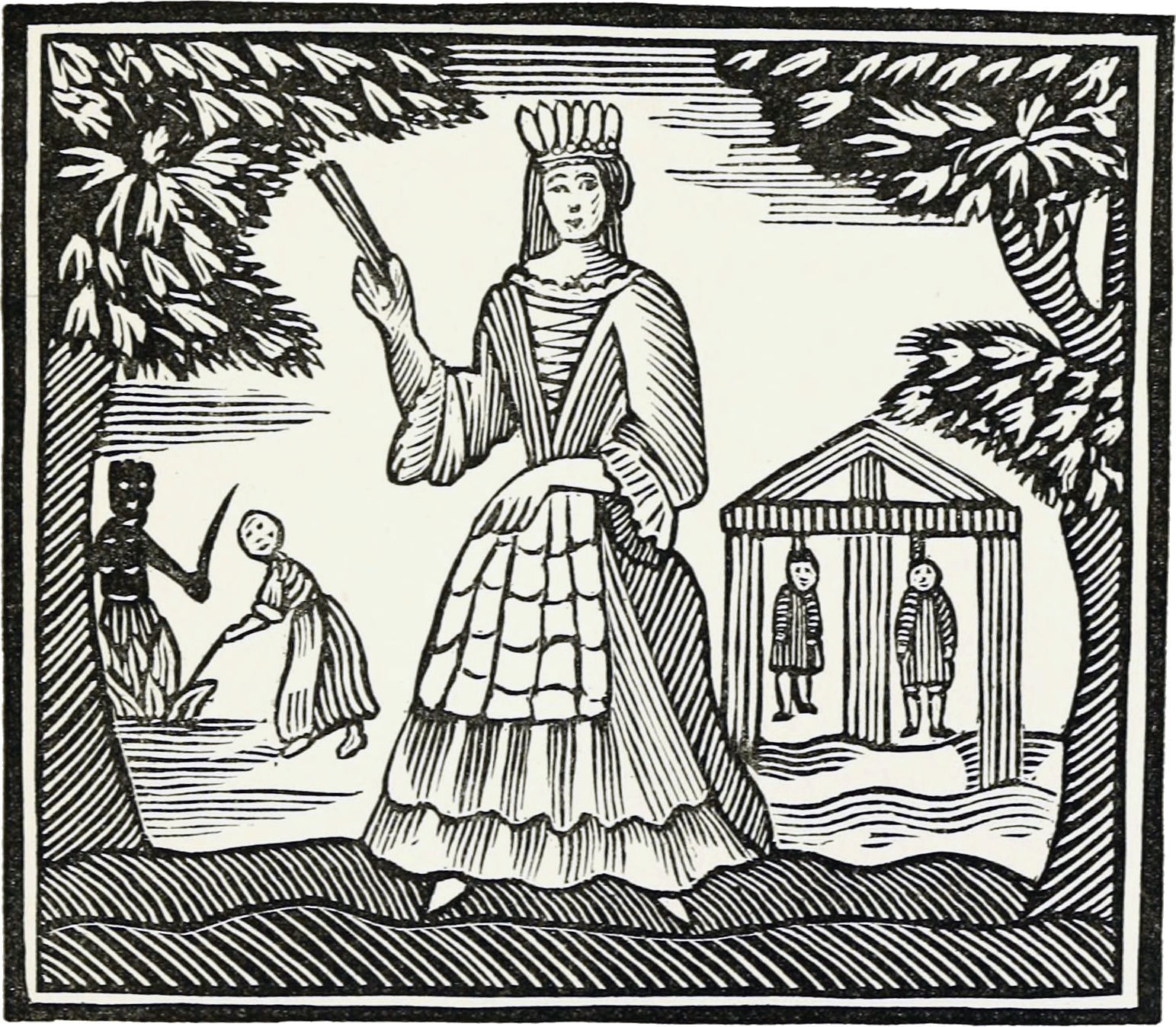
Ілюстрація ХVІІІ століття

«Радощі та прикрощі знаменитої Молль Флендерс» (The Fortunes and Misfortunes of the Famous Moll Flanders) — крутійський роман Даніеля Дефо, був опублікований 27 січня 1722 року одним із лондонським книготорговців Четвудом. У передмові повідомлялося, що автор лише зробив літературну обробку «власних нотатків», що датуються 1689 роком, якоїсь віргінської плантаторки, яка приховала своє справжнє ім'я під псевдонімом Молль Флендерс («Фламандська шльондра»). Книга користувалася великим попитом англійської публіки. До кінця 1723 року з'явилися ще 4 видання з доповненнями, в тому числі і віршованими.

## Зміст
Оповідачка Молль Флендерс, що розбагатіла на схилі років, у звичайному для Дефо переповненому енергією, діловитому регістрі, позбавленому гендерних особливостей, окидає прощальним поглядом незліченні перипетії власного життя. Ворожі соціальні умови не раз радикально змінювали її життєві обставини, змушуючи заробляти на життя крадіжками, обманом і проституцією. Основні віхи її життєвого шляху винесені в заголовок книги:
|  | Печалі і радощі Молль Флендерс, народженої в Ньюгейтській в'язниці, різноманітне життя якої склало шістдесят років, не рахуючи дитинства, яка дванадцять років була повією, п'ять разів дружиною (з них один раз — власного брата), дванадцять років — крадійкою, вісім років провела на засланні у Віргінії, нарешті розбагатіла, жила чесно і померла в каятті. |

Як і інші оповідачі Дефо, Молль переконана в здатності людини досягти всього в житті власною енергією, силою та наполегливістю. Як би низько не падала героїня, вона щоразу знаходить у собі сили почати своє життя з чистого аркуша. У цьому плані її «сповідь» відображає соціальний оптимізм буржуазії на ранньому етапі розвитку капіталізму:
|  | Ви бачите, що перед вами особистість, яка знає собі ціну, людина, яка чудово розуміє ступінь своєї особистої провини і провину суспільства, що змусило її жити продажем свого тіла. |

## Цензурні обмеження

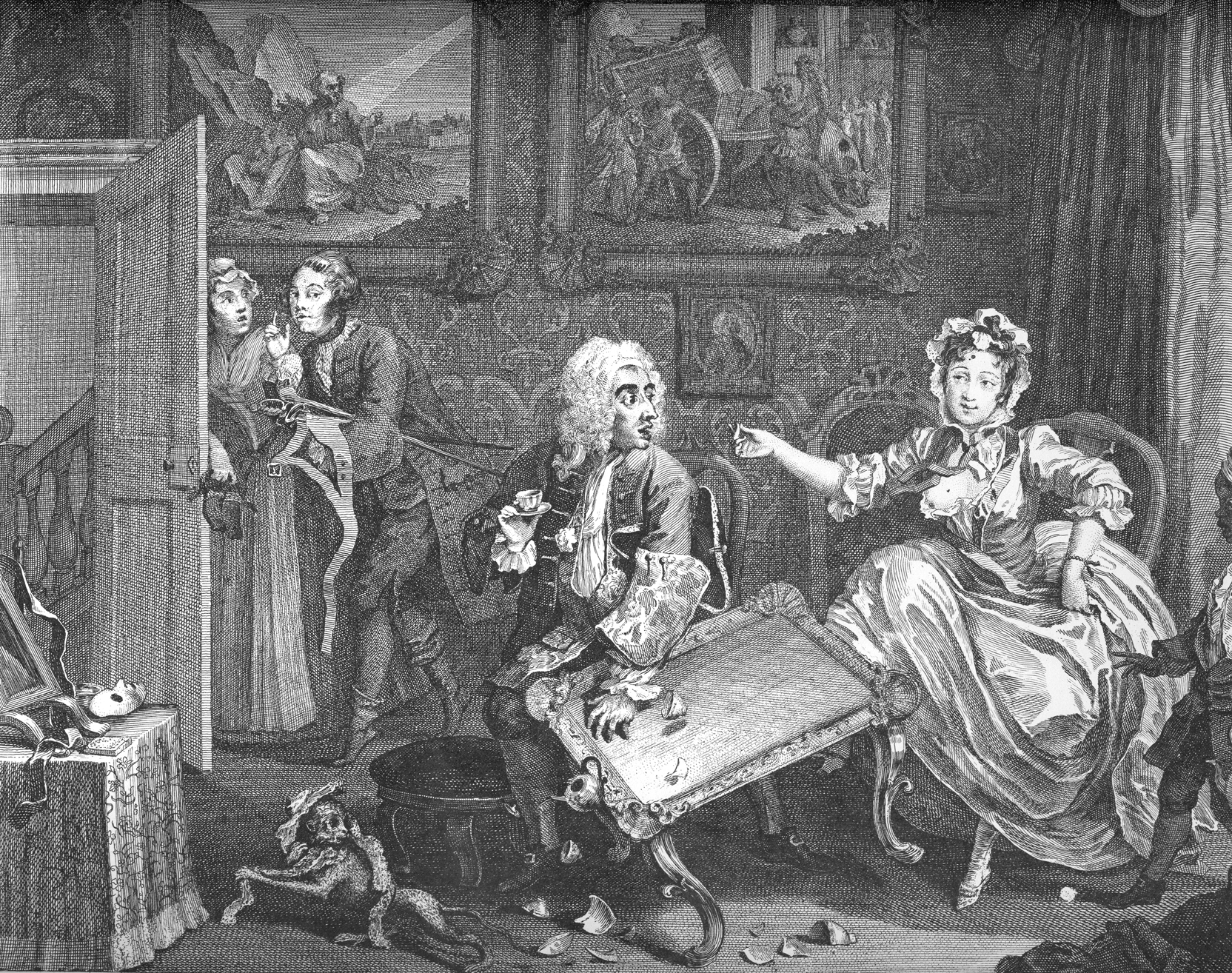
На початку 1730-х років Вільям Хогарт відгукнувся на роман серією гравюр «Кар'єра повії»

Незважаючи на ноту каяття в гріхах молодості, яка звучить у сповіді Молль, поширення книги за межами Англії довгий час було обмежено цензурними заборонами. Так американському читачеві роман став доступний тільки в 1930 році.
Тематика проституції, сексуального насильства, багатоженства і інцесту, навіть будучи поданою в сатиричному ключі, довгий час не дозволяла перенести історію Молль на театральні підмостки і на кіноекрани. У повоєнний час роман, з вилученням найбільш епатажних сцен, було екранізовано чотири рази: в 1965, 1975 роках і в 1996 — двічі.